# Parys (imię)
Parys (gr. Πάρις – Paris) – imię męskie, prawdopodobnie pochodzenia przedhelleńskiego, o znaczeniu nieznanym. W mitologii greckiej nosił je Parys, ukochany Heleny Trojańskiej. W Kościele katolickim jego patronem jest św. Parys, biskup Teano.
Imię to było nadawane w Polsce już w średniowieczu (także w formie Parzysz).
Parys imieniny obchodzi 5 sierpnia.